# Axelle Axell
Anita Katarina Hedwig Marguerite Axelle Axell, född 9 oktober 1937 i Oscars församling i Stockholm, är en svensk skådespelare.

## Biografi
Axelle Axell är dotter till ryttmästare Seve Axell från Sundsvall och Anita Wennergren född i Berlin, Tyskland.

### Tidiga år och teaterstudier
Axell studerade på Nya Elementarskolan för flickor - Ahlströmska skolan där hon bland andra var elevkamrat med Margaretha Byström och Monica Nielsen. Då tog hon även sånglektioner för att eventuellt bli operasångerska, lärde sig att spela gitarr och började med egna kompositioner framträda som vissångerska.  
Våren 1956 gick hon en kurs i mim som leddes av pedagogen och teatermannen Andris Blekte på Ecole de Mime Étienne Decroux. Hon studerade 1956–1957 på Axel Witzanskys teaterskola där hon var elevkamrat med Johan Bergenstråhle som hon två år senare gifte sig med. 
Hon gjorde professionell debut i oktober 1957 på Hamburger Börs i Lulu Zieglers kabaré. Året därpå gjorde hon sin första teaterroll som Jane i William Douglas-Homes komedi Vad vet mamma om kärlek? på Vasa Landesteater i Finland. 
Axelle Axell ville bli skådespelare och sökte anställning på Göteborgs stadsteater. Men teaterchefen Karin Kavli gav henne rådet att istället satsa på sin karriär som vissångerska. Axell studerade på Malmö Stadsteaters elevskola 1959–1961. Av lärarna på skolan framhåller hon själv främst Max von Sydow. 

### Skådespelare i Uppsala och Stockholm
Axelle Axell engagerades 1961 vid Upsala-Gävle stadsteater där hon under tre år framträdde i sexton roller. På våren 1963 spelade hon på Uppsala-scenen med Karl Gerhard i hans sista revy Som vi behagar och året därpå i Frank Sundströms iscensättning av Luigi Pirandellos Jättarna på berget med Signe Hasso och Max von Sydow.
Axell debuterade på TV-teatern 1963 med huvudrollen Mary i Soyas komedi Fan ger ett anbud (Hvem er jag?) med Toivo Pawlo, Gun Robertson och Hans Wahlgren.
1964 anställdes hon på Stockholms stadsteater och tillhörde den fasta ensemblen till 2004. Anställningen inleddes dock med tjänstledighet för en séjour vid Oscarsteatern som sekreteraren Smitty i musikalen Hur man lyckas i affärer utan att egentligen anstränga sig med Jarl Kulle. 
Bland roller på Stockholms stadsteater kan nämnas Ofelia i Hamlet, Adéle i Lorcas Bernardas hus, titelrollen i Frank Wedekinds drama Lulu, sekreteraren Kate i urpremiären på Arnold Weskers Bröllopsfesten, Vasilisa i Gorkijs Natthärbärget, Claire i Genets Jungfruleken, Nell i Slutspel av Samuel Beckett, Enid Washbrook i En för alla (A Chorus of Disapproval) av Alan Ayckbourn och pyromanen Ingrid i Magnus Dahlströms Järnbörd. På soppteatern har hon bland annat medverkat i Eugène Ionescos absurdistiska pjäser Den skalliga primadonnan och Stolarna.
Axell gjorde Kokotten och Modren i Robert Wilsons uppsättning av August Strindbergs Ett drömspel som åren 1999–2001 gästspelade på Théâtre national de Chaillot i Paris, Barbican Centre i London, Brooklyn Academy of Music i New York och på Konstnärliga teatern i Moskva.

### Andra roller
Axelle Axell gjorde Tzeitel i Spelman på taket, först på stadsteatern i Stockholm med Gösta Bernhard som Tevje och Isa Quensel som Golde och sedan på turné med Riksteatern, med Inga Gill som Golde.
Hösten 1987 kreerade hon Mrs Johnstone i musikalen Blodsbröder på Västerbottensteatern [källa behövs] och hon spelade Modern i Strindbergs Leka med elden med Dagmarteatern i Strindbergssalen, 1997.
I Anton Tjechovs Onkel Vanja fick hon 2005 ikläda sig den gamla barnsköterskan Marinas roll med Claes Ljungmark som Vanja i Ulf Pilovs uppsättning i Johannesparken i Waxholm.
Sedan 2013 är hon verksam som teatercoach, regiassistent och skådespelare vid Teater Reflex i Kärrtorp, där hon bland annat spelat i Brechts Den goda människan i Sezuan.

### Undervisning och översättning
Axell har gett privatlektioner och coachat unga blivande skådespelare samt även undervisat på Statens scenskola i Stockholm. På skolan instruerade hon eleverna Sissela Kyle och Maria Johansson i en egen bearbetning av Lorcas drama Yerma. 
Hon regisserade Jurij Lederman och Jurek Sawka i Mrozecks Utvandrare (Emigranter) på Riksteatern 1975. Tillsammans med Lederman gjorde hon samma år en ny översättning av Maksim Gorkijs pjäs Natthärbärget. Deras samarbete fortsatte och resulterade i en nyöversättning av Anton Tjechovs Ivanov som användes vid Dramatens uppsättning 1994. Tillsammans med André Martineau gjorde hon en ny översättning av Jean Genets Jungfruleken och några år senare Hustruskolan av Molière.

### Vissångerska
Vid sidan av skådespelarkarriären har Axelle Axell hela tiden varit verksam som vissångare där hon utöver sina egenhändigt komponerade visor även framfört sånger av och om Édith Piaf, Bob Dylan, Arthur Rimbaud och Stéphane Hessel. Hon har medverkat som artist i ett flertal radio- och TV-program med Lennart Hyland, i Lasse Holmqvists Bialitt med Lars Passgård, Kvällsöppet och i program av Lars Egler. Hon har uppträtt på stora estrader som Konserthuset i Stockholm likväl som på krogar och restauranger, exempelvis Ulla Winbladh, Bacchi Wapen, Mosebacke Etablissement och på Arkaden och Chat Noir i Malmö. Hon har framträdd ensam med gitarr eller med kollegor som Monica Nielsen, Sven-Bertil Taube (som har framträtt med Axells visa Vinden), Sune Mangs, Gunnel Sporr, Gunvor Pontén och Lasse Zackrisson. Med den sistnämnde har hon gjort kabaréerna De säger att det går över, men gamla lador brinner bäst (1992) och Våga vara vred! (2011).

### Privatliv
Axelle Axell har varit gift 1958–1965 med regissören Johan Bergenstråhle och 1966–1973 med skådespelaren Frank Sundström. Hon är mor till regissören Joachim Bergenstråhle.

## Filmografi (ej komplett)
- 1963 – Fan ger ett anbud (TV-teatern)
- 1969 – Jag tänkte, jag trodde (TV-teatern)
- 1969 – Den förgyllda lergöken (revy) (TV)
- 1971 – Smoke
- 1977 – Bluff Stop
- 1979 – Godnatt, jord (TV-serie)
- 1981 – Babels hus (TV-serie)
- 1982 – Kraschen och tryggheten (kortfilm)
- 1983 – Kalabaliken i Bender
- 1994 – Simpor och grodfötter (TV-serie)
- 1995 – Sommaren
- 1998 – Beck – Öga för öga
- 2002 – Grabben i graven bredvid
- 2004 – Så som i himmelen
- 2006 – Kärringen därnere
- 2006 – Världarnas bok (TV-serie)
- 2011 – Gustafsson 3 tr (TV-serie)
- 2015 – Så ock på Jorden
- 2020 – Rebecka Martinsson (TV-serie)

## Teater

### Roller (ej komplett)
| År   | Roll                                                | Produktion | Regi                                                   | Teater                                                            |
| ---- | --------------------------------------------------- | --- | ------------------------------------------------------ | ----------------------------------------------------------------- |
| 1958 | Jane Broadbent                                      | Vad vet mamma om kärlek? (The Reluctante Debutante) William Douglas-Home                                                 | Bjarne Commondt                                        | Landsteatern, Vasa, Finland                                       |
| 1959 |                                                     | Han i det blå (Jean de la lune) Marcel Archard                                                                           | Andris Blekte                                          | Marsyasteatern                                                    |
| 1959 | Aktris som spelar balalajka                         | En annans barn Vasilij Skjvarkin                                                                                         | Lennart Kollberg                                       | Junotäppan i Gamla stan och Villa Lido, Djurgården                |
| 1960 |                                                     | Midsommardröm i fattighuset Pär Lagerkvist                                                                               | Yngve Nordwall                                         | Malmö stadsteater                                                 |
| 1961 | Rita, Billys ena flickvän                           | Lögnhalsen (Billy Liar) Keith Waterhouse och Willis Hall                                                                 | Michael Elliott                                        | Upsala-Gävle stadsteater                                          |
| 1962 | Dila                                                | Bilkyrkogården Fernando Arrabal                                                                                          | Johan Bergenstråhle                                    | Upsala-Gävle stadsteater                                          |
| 1963 | Else                                                | Desertören | Frank Sundström                                        | Upsala-Gävle stadsteater                                          |
| 1963 | Medverkande                                         | Som vi behagar Karl Gerhard                                                                                              | Johan Bergenstråhle Karl Gerhard                       | Upsala-Gävle stadsteater Gävle Folkets park (gästspel)            |
| 1964 | Magdalena                                           | Jättarna på berget Luigi Pirandello                                                                                      | Frank Sundström                                        | Upsala-Gävle stadsteater                                          |
| 1964 | Angela, bordellbrud                                 | Ärkeänglarna spelar inte falskt Dario Fo                                                                                 | Johan Bergenstråhle                                    | Upsala-Gävle stadsteater                                          |
| 1964 | Smitty, sekreterare                                 | Hur man lyckas i affärer utan att egentligen anstränga sig Frank Loesser, Abe Burrows, Jack Weinstock och Willie Gilbert | Folke Abenius                                          | Oscarsteatern                                                     |
| 1965 | Irma                                                | Tokiga grevinnan Jean Giraudoux                                                                                          | Frank Sundström                                        | Stockholms stadsteater                                            |
| 1965 | Hovdam III                                          | Isabella (Isabella, tre caravelle e un cacciaballe) Dario Fo                                                             | Frank Sundström                                        | Stockholms stadsteater                                            |
| 1967 | Ofelia                                              | Hamlet William Shakespeare                                                                                               | Frank Sundström                                        | Stockholms stadsteater                                            |
| 1968 | Ebba Sparre, Ghigi                                  | Christina Lars Forssell                                                                                                  | Frank Sundström                                        | Stockholms stadsteater                                            |
| 1968 | Adela                                               | Bernardas hus Federico García Lorca                                                                                      | Bengt Ekerot                                           | Stockholms stadsteater                                            |
| 1968 | Lulu                                                | Lulu Frank Wedekind | Frank Sundström                                        | Stockholms stadsteater                                            |
| 1969 | En älva, Amanda Lundbom med flera                   | Den förgyllda lergöken Emil Norlander                                                                                    | Lars Edström                                           | Bragehallen, Skansen (Stockholms stadsteater)                     |
| 1969 | Tzeitel                                             | Spelman på taket Sheldon Harnick, Joseph Stein och Jerry Bock                                                            | Henny Mürer                                            | Stockholms stadsteater                                            |
| 1970 | Tzeitel                                             | Spelman på taket Sholom Aleichem, Joseph Stein och Jerry Bock                                                            | Henny Mürer                                            | Riksteatern                                                       |
| 1972 | Medverkan                                           | Tryck på stan Jan Bergquist/Hans Bendrik                                                                                 | Jan Berquist                                           | Stockholms stadsteater                                            |
| 1972 | Anna Månsson, en ung änka                           | Lars-Anders och Jan-Anders och deras barn Gustaf af Geijerstam                                                           | Lars Edström                                           | Skansen, Stockholms stadsteater Pildammssparken, Malmö (gästspel) |
| 1973 | Majorskans mor, Sara                                | Gösta Berlings saga Selma Lagerlöf                                                                                       | Johan Bergenstråhle Marie-Louise De Geer Bergenstråhle | Stockholms stadsteater                                            |
| 1975 | Vasilisa, värdshusfrun                              | Natthärbärget Maksim Gorkij                                                                                              | Ragnar Lyth                                            | Stockholms stadsteater                                            |
| 1979 | Claire                                              | Jungfruleken Jean Genet                                                                                                  | Jurek Sawka                                            | Stockholms stadsteater                                            |
| 1981 | Virginia, hembiträde                                | Lördag, Söndag, Måndag Eduardo De Filippo                                                                                | Andris Blekte                                          | Stockholms stadsteater                                            |
| 1982 | Amalia Lippewechsel                                 | Brott och straff Fjodor Dostojevskij                                                                                     | Jan Håkanson                                           | Stockholms stadsteater                                            |
| 1983 | Nell                                                | Slutspel Samuel Beckett                                                                                                  | Jonas Cornell                                          | Stockholms stadsteater                                            |
| 1987 | Mrs Johnstone                                       | Blodsbröder Willy Russell                                                                                                | Rutger Nilsson                                         | Västerbottenteatern                                               |
| 1991 | Ingrid, pyroman                                     | Järnbörd Magnus Dahlström                                                                                                | Måns Edwall                                            | Stockholms stadsteater                                            |
| 1993 | Bagladyn                                            | Waikiki-beach Marlene Streeruwitz                                                                                        | Joakim Groth                                           | Stockholms stadsteater                                            |
| 1997 | Modern, Häradshövdingen                             | Leka med elden / Bandet August Strindberg                                                                                |                                                        | Dagmarteatern, Stockholm                                          |
| 1998 | Eunice Hubbel                                       | Linje lusta Tennessee Williams                                                                                           | Rickard Günther                                        | Stockholms stadsteater                                            |
| 1998 | Kokott, Modren                                      | Ett drömspel August Strindberg                                                                                           | Robert Wilson                                          | Stockholms stadsteater                                            |
| 1999 | Fröken la Ceevy Rika damen Fru Grudden Fru Nickleby | Nicholas Nickleby David Edgar                                                                                            | Georg Malvius                                          | Stockholms stadsteater                                            |
| 2003 | Gumman                                              | Stolarna Euegne Ionesco                                                                                                  | Med Reventberg                                         | Stockholms stadsteater                                            |
| 2005 | Marina                                              | Morbror Vanja Anton Tjechov                                                                                              |                                                        | Tjechovensemblen på Sommarteatern, Waxholm                        |
| 2006 | Myran                                               | Jösses flickor – Återkomsten Malin Axelsson                                                                              | Maria Löfgren                                          | Stockholms stadsteater                                            |
| 2013 | Medverkande                                         | Den goda människan i Sezuan Bertolt Brecht                                                                               | Kent Ekberg                                            | Teater Reflex, Kärrtorp                                           |
| 2017 | Medverkande                                         | Stad idag Per Anders Fogelström m.fl                                                                                     | Kent Ekberg                                            | Teater Reflex, Kärrtorp                                           |

## Radioteater

### Roller (ej komplett)
| År   | Roll         | Produktion                                                            | Regi             |
| ---- | ------------ | --------------------------------------------------------------------- | ---------------- |
| 1969 | Maraya Rakin | Och I skolen finna honom på de mest sällsamma platser Paddy Chayevsky | Manne Grünberger |
| 1971 | Edith Wakers | Huset i Oneida Lars Gustafsson                                        | Anders Carlberg  |
| 1973 | Dekoratören  | Drottningens juvelsmycke Carl Jonas Love Almqvist                     | Christer Brosjö  |
| 1975 | Birgitta     | Resan till Rom Åke Hodell                                             | Åke Hodell       |
| 1976 | Hermione     | En vintersaga William Shakespeare                                     | Anders Carlberg  |
| 1981 | Sparven      | Fågelkonferensen Jean-Claude Carrière                                 | Christer Brosjö  |
| 1982 | Väninnan     | Oscar Wilde Henrik Dyfverman                                          | Henrik Dyfverman |
| 1982 | Klytaimestra | De sörjande Aischylos                                                 | Anders Carlberg  |

### Fotnoter
1. ↑  Barbro Hähnel (25 september 1964). ”Senap istället för sirap på Oscars tuffa musical”. Dagens Nyheter:  s. 20. http://arkivet.dn.se/arkivet/tidning/1964-09-25/261/20. Läst 31 augusti 2015.